# Divine Providence (roman)
Divine Providence (God Save the Mark) est un roman policier humoristique de Donald E. Westlake, publié en 1967. 

## Résumé
Fred, un homme pas très futé, a toujours été considéré comme un imbécile, et on n'a jamais manqué de le lui rappeler quotidiennement. 
Un jour, il hérite de 317 000 dollars de son oncle Matt. Or il n'a jamais eu d'oncle Matt dans sa famille ! Mais du coup, ses rapports avec autrui changent radicalement. De jolies femmes lui tombent dans les bras, des hommes sérieux lui proposent des affaires alléchantes, des balles sifflent à ses oreilles. Mais Fred a beau n'être pas très brillant, il n'est pas un pigeon pour autant.

## Éditions
Édition originale en anglais
- (en) Donald E. Westlake, God Save the Mark, New York, Random House, 1967 (OCLC 299242564) - édition américain

Éditions françaises
- (fr) Donald E. Westlake (auteur) et France-Marie Watkins (traducteur), Le Pigeon récalcitrant [« God Save the Mark »], Paris, Gallimard, coll. « Série noire no 1232 », 1968, 191 p. (BNF 35146270)
- (fr) Donald E. Westlake (auteur), France-Marie Watkins (traducteur) et Patricia Christian (traducteur) (trad. de l'anglais), Divine Providence [« God Save the Mark »], Paris, Payot & Rivages, coll. « Rivages/Noir no 694 », 2008, 301 p. (ISBN 978-2-7436-1836-0, BNF 41267140) Cette dernière édition reprend la première traduction tronquée et donne pour la première fois en français le texte intégral.

## Prix et distinctions
- Prix Edgar-Allan-Poe 1968 du meilleur roman décerné par l'association des Mystery Writers of America

## Sources
- Jean Tulard, Dictionnaire du roman policier : 1841-2005. Auteurs, personnages, œuvres, thèmes, collections, éditeurs, Paris, Fayard, 2005, 768 p. (ISBN 978-2-915793-51-2, OCLC 62533410), p. 568.